# Пенья, Ракель
Ракель Пенья Родригес (исп. Raquel Peña Rodríguez, также известна как Писко (исп. Pisco); род. 20 декабря 1988 года, Лас-Пальмас-де-Гран-Канария, Испания) — испанская футболистка, защитник клуба «Гранадилья». Сыграла один матч за национальную сборную.

## Карьера
В 2009 году Ракель подписала контракт с клубом «Такуэнсе», выигравшим чемпионат второго дивизиона и вышедшим в Примеру.
За национальную сборную дебютировала 19 сентября 2009 года в матче отборочного турнира чемпионата мира против Мальты.
В сезоне 2014/15 Пенья стала серебряным призёром чемпионата Испании в составе мадридского «Атлетико». В июле 2015 года она подписала контракт с клубом «Гранадилья», представляющим Тенерифе.

## Достижения
«Атлетико Мадрид»
- Серебряный призёр чемпионата Испании: 2014/15